# Treaty United Women's Football Club
Maillots
Actualités
Le Treaty United Football Club est un club de football irlandais basé à Limerick, créé en janvier 2020 pour pallier la faillite du Limerick Football Club, qui elle-même a entrainé dans sa chute sa section féminine : le Limerick Women's Football Club. Le club joue ses matchs à domicile au Markets Field.

## Histoire
Le championnat féminin est lui aussi frappé de plein fouet par la disparition du Limerick Football Club. Il entraîne dans sa chute sa section féminine, le Limerick Women's Football Club. Très rapidement l'option d'une persistance de la section féminine et des équipes de jeunes semble actée, mais quelques jours avant le lancement de la saison, les éléments subsistant de la section féminine s'engagent sous le nom de Treaty United Women's Football Club. Ce nom est choisi en référence au Comté de Limerick dont un des surnom est Treaty County. Mais ce n'était pas le nom originel choisi pour cette nouvelle structure puisque ses promoteurs voulaient prendre le nom de Limerick United. Mais comme ce dernier est couvert par des droits d'auteur, Conor Murray, le nouveau Président, doit se rabattre sur une autre solution, celle de Treaty United.
Conor Murrau avait commencé à organiser une structure féminine pour engager des équipes dans les compétitions de jeunes filles comme le championnat d'Irlande des moins de 17 ans. C'est cette base qui sert donc de structure au nouveau club. L'équipe première regroupe un certain nombre de joueuses du Limerick Women's Football Club qui disputait le championnat 2019. La nouvelle équipe est construite autour de la capitaine Marie Curtin ancienne internationale irlandaise.
Après plusieurs reports dus à la pandémie de Covid-19, Treaty Uited fait son entrée dans le championnat d'Irlande féminin de football 2020 le 8 août 2020. Ce match se déroule sur le terrain du Peamount United le champion sortant. Il se termine sur une grosse défaite, par 5 buts à 0.